# Formula 3 (groupe musical)
Formula 3 (également écrit Formula Tre) est un groupe de musique pop-rock italien, qui a surtout connu le succès au début des années 1970. 

## Histoire
Le groupe formé en 1969 est produit par Lucio Battisti et l'a accompagné dans ses rares concerts live. Leur premier succès est la chanson Questo folle sentimento, classée cinquième du hit-parade italien en 1970, suivie d'une série de succès du top 20, notamment Io ritorno solo (troisième du hit-parade italien) et Eppur mi son scordato di te (deuxième au hit-parade italien), tous composés par le même Battisti,. En 1971, ils participent au Festival de Sanremo en couple avec Little Tony avec la chanson La folle corsa. Le groupe s'est dissous en 1974 pour permettre aux membres de poursuivre leur carrière en solo , puis se sont réunis en 1990  Ils ont participé au Festival de Sanremo à deux reprises en 1992 et en 1994 avec les chansons Un frammento rosa et La casa dell'imperatore. En 1992, Gabriele Lorenzi quitte le groupe et est remplacé par Andrea Pistilli, puis par Maurizio Metals et, depuis 2013, par Ciro Di Bitonto.

## Membres du groupe

### Membres actuels
- Alberto Radius: guitare et voix (1969-1974, 1990 – 2023)
- Tony Cicco: batterie et voix (1969-1974, 1990 – présent)
- Ciro Di Bitonto: claviers (2013 – présent)

### Anciens membres
- Gabriele Lorenzi: claviers et voix (1969-1974, 1990-1992)
- Andrea Pistilli: claviers (1992-1994)
- Maurizio Metals: claviers (1994–2012)